# Rumania en los Juegos Olímpicos de Seúl 1988
Rumanía estuvo representada en los Juegos Olímpicos de Seúl 1988 por un total de 68 deportistas que compitieron en 10 deportes.  
El portador de la bandera en la ceremonia de apertura fue el luchador Vasile Andrei.

## Medallistas
El equipo olímpico rumano obtuvo las siguientes medallas:
| Nombre | Deporte            | Competición                  |
| --- | ------------------ | ---------------------------- |
| Oro |                    |                              |
| Paula Ivan | Atletismo          | 1500 m F                     |
| Daniela Silivaș | Gimnasia artística | Suelo F                      |
| Daniela Silivaș | Gimnasia artística | Asimétricas F                |
| Daniela Silivaș | Gimnasia artística | Barra de equilibrio F        |
| Vasile Pușcașu | Lucha libre        | 100 kg M                     |
| Rodica Arba Olga Homeghi | Remo               | Dos sin timonel (W2-) F      |
| Sorin Babii | Tiro               | Pistola 50 m M               |
| Plata |                    |                              |
| Paula Ivan | Atletismo          | 3000 m F                     |
| Daniel Dumitrescu | Boxeo              | Pluma (57 kg) M              |
| Daniela Silivaș | Gimnasia artística | Concurso completo ind. F     |
| Gabriela Potorac | Gimnasia artística | Salto de potro F             |
| Aurelia Dobre Eugenia Golea Celestina Popa Gabriela Potorac Daniela Silivaș Camelia Voinea                                             | Gimnasia artística | Concurso completo por eqs. F |
| Nicu Vlad | Halterofilia       | 100 kg M                     |
| Noemi Lung | Natación           | 400 m estilos F              |
| Dănuț Dobre Dragoș Neagu | Remo               | Dos sin timonel (M2-) M      |
| Dimitrie Popescu Valentin Robu Ioan Șnep Vasile Tomoiagă Ladislau Lovrenschi                                                           | Remo               | Cuatro con timonel (M4+) M   |
| Veronica Cogeanu Elisabeta Lipă | Remo               | Doble scull (W2x) F          |
| Doina Bălan Marioara Trașcă Veronica Necula Herta Anitaș Adriana Bazon Mihaela Armășescu Rodica Arba Olga Homeghi Ecaterina Oancia (t) | Remo               | Ocho con timonel (W8+) F     |
| Bronce |                    |                              |
| Marius Gherman | Gimnasia artística | Barra fija M                 |
| Daniela Silivaș | Gimnasia artística | Salto de potro F             |
| Gabriela Potorac | Gimnasia artística | Barra de equilibrio F        |
| Noemi Lung | Natación           | 200 m estilos F              |
| Veronica Cogeanu Anișoara Bălan Anișoara Minea Elisabeta Lipă                                                                          | Remo               | Cuatro scull (W4x) F         |
| Marioara Trașcă Veronica Necula Herta Anitaș Doina Bălan Ecaterina Oancia (t)                                                          | Remo               | Cuatro con timonel (W4+) F   |